# 哈维·库兹曼
哈维·库兹曼( 1924年10月3日 –  1993年2月21日），美国漫畫家、编辑。自1973年起，库兹曼在纽约视觉艺术学院教授漫画。1988年設立的哈维奖就以库兹曼的名字命名。库兹曼晚年罹患帕金森氏病和大腸癌 ，1993年2月21日因肝癌并发症去世。 